# Morris Cohen
Morris Cohen (Chelsea, 27 de novembro de 1911 – 27 de maio de 2005) foi um engenheiro estadunidense.